# Кьенкьене, Аддае
Аддае Кьенкьене (англ. Addae Kyenkyehene) — ганский футболист, полузащитник. Победитель Кубка африканских наций 1978 года.

## Карьера
Свою футбольную карьеру Аддае Кьенкьене провёл в одном клубе «Асанте Котоко».
В составе сборной Ганы он стал обладателем Кубка африканских наций в 1978 году. Также Кьенкьене участвовал на Кубке африканских наций 1984 года, где его сборная успехов не добилась. Играл в сборной до 1986 года.

## Достижения
Гана
- Победитель Кубка африканских наций (1): 1978